# Edmundo Warnke
Edmundo Warnke, född 3 juli 1951, är en friidrottare från Chile. Han deltog vid olympiska sommarspelen 1972 och olympiska sommarspelen 1976.